# Лейф Нордґрен
Лейф Нордґрен (18 травня 1989 , Колорадо-Спрінгз, Колорадо ) — американський біатлоніст, учасник Олімпійських ігор.

## Життєпис
Від 2007 року Нордґрен бере участь у великих міжнародних змаганнях. До цього спортсмен займався лижними перегонами. 2008 року до нього прийшов перший успіх. Він здобув бронзову медаль у перегонах переслідування на Чемпіонаті світу серед юніорів у німецькому Рупольдінгу.
На етапах Кубка світу дебютував у сезоні 2010–2011. Відтоді Нордґрен входить до складу збірної США. Брав участь у дорослих першостях світу і у Відкритому чемпіонаті Європи з біатлону.

## Результати за кар'єру
Усі результати наведено за даними Міжнародного союзу біатлоністів.

### Олімпійські ігри
| Змагання                        | Інд. перегони | Спринт | Перегони пер. | Мас-старт | Естафета | Змішана ес. |
| Олімпійські ігри 2014 Сочі      | 83            | 45     | 53            | -         | 16       | -           |
| Олімпійські ігри 2018 Пхьончхан | 66            | 58     | 50            | -         | 6        | -           |

### Чемпіонати світу
| Змагання                  | Інд. перегони | Спринт | Перегони пер. | Мас-старт | Естафета | Змішана ес. |
| 2011 Ханти-Мансійськ      | 21            | 26     | 38            | 17        | 6        | 13          |
| 2012 Рупольдінг           | 81            | —      | —             | —         | 10       | —           |
| 2013 Нове Место-на-Мораві | 22            | 53     | 43            | —         | 12       | 8           |
| 2015 Контіолахті          | 33            | 45     | 51            | —         | 14       | 8           |
| 2016 Гольменколлен        | 27            | 18     | 52            | Не фініш. | 8        | —           |
| 2017 Гохфільцен           | 23            | 26     | 49            | —         | 7        | —           |
| 2019 Естерсунд            | 16            | 34     | 44            | 30        | 19       | 19          |
| 2020 Антгольц-Антерсельва | 8             | 88     | —             | —         | 8        | 13          |
| 2021 Поклюка              | 32            | 46     | 33            | —         | 15       | —           |

### Кубки світу
- Найвище місце в загальному заліку: 40-те 2015 року.
- Найвище місце в окремих перегонах: 8-ме.

#### Підсумкові місця в Кубку світу за роками
| Сезон     | Заг. залік | Спринт | Перегони пер. | Інд. перегони | Мас-старт |
| 2010–2011 | 63         | 80     | 83            | 45            | 44        |
| 2011–2012 | 96         | -      | 76            | -             | -         |
| 2012–2013 | 72         | 82     | 71            | 52            | -         |
| 2013–2014 | 72         | 75     | 62            | -             | -         |
| 2014–2015 | 40         | 48     | 41            | 35            | 46        |
| 2015–2016 | 57         | 57     | -             | 37            | -         |
| 2016–2017 | 57         | 66     | 64            | 34            | -         |
| 2017–2018 | 71         | 62     | 80            | -             | 46        |
| 2018–2019 | 57         | 59     | 67            | 41            | 46        |
| 2019–2020 | 55         | 64     | -             | 22            | -         |